# La Robe bleue
Pour plus de détails, voir Fiche technique et Distribution.
La Robe bleue (Блакитна Сукня, Blakitna Suknya) est un film dramatique franco-ukrainien réalisé par Igor Minaiev et sorti en 2016.

## Fiche technique
- Titre : La Robe bleue
- Titre original : Блакитна Сукня (Blakitna Suknya)
- Réalisation : Igor Minaiev
- Scénario : Igor Minaiev et Olga Mikhaïlova
- Musique : Vadim Sher
- Montage : Cécile Caparros
- Photographie :
- Décors :
- Costumes :
- Producteur :
- Production :
- Distribution : cinéma Saint-André-des-Arts
- Pays de production :  Ukraine et  France
- Langue : russe
- Durée : 84 minutes
- Dates de sortie :
  - France : 31 mai 2017

## Distribution
- Kevin Boise,
- Gabrielle Lazure : la mère,
- Boris Nevzorov : le réalisateur, ancien amant de la mère,
- Lilia Ogienko,
- Nikolaj Tokar,
- Lembit Ulfsak,
- Joseph Corcos,
- Julia Zimina.